# Nakajima Ki-201
Nakajima Ki-201 Karyū (jap. 中島 キ-201 火龍) – niezrealizowany projekt japońskiego myśliwca przechwytującego z napędem odrzutowym, będącego własną inicjatywą wytwórni Nakajima, a przeznaczonego dla lotnictwa Cesarskiej Armii Japońskiej. Konstrukcja maszyny oparta była na projekcie myśliwsko-bombowego samolotu Nakajima J9Y Kikka.

## Historia

### Geneza
7 sierpnia 1944 r. przedstawiciele lotnictwa Japońskiej Cesarskiej Marynarki Wojennej, spotkali się z inżynierami wytwórni Kawanishi, Mitsubishi oraz Nakajima w celu przedstawienia im planów pozyskania konstrukcji Kokoku Heiki (Broń Cesarza).
Tym mianem określano samoloty przeznaczone do wykonywania samobójczych ataków na amerykańską flotę inwazyjną. Podczas spotkania przedstawiciele marynarki złożyli w wytwórni Nakajima zamówienie na samolot z grupy Kokoku Heiki Go 2 (tym mianem określano wszystkie projektowane samoloty z napędem odrzutowym i rakietowym na różnych etapach realizacji) oznaczony wstępnie jako Nakajima Maru-Ten. Miał to być specjalny samolot uderzeniowy, przeznaczony do wykonywania misji samobójczych znanych szerzej jako kamikaze. Wstępny projekt konstrukcyjny opierał się na układzie zastosowanym w niemieckim myśliwcu Messerschmitt Me 262.
9 grudnia 1944 r., dzień po zaprezentowaniu drewnianej makiety naturalnej wielkości, przedstawiciele marynarki zmienili przeznaczenie projektowanej konstrukcji. Tym razem miał to być samolot myśliwsko-bombowy, który otrzymał oznaczenie Nakajima J9Y. Pomimo formalnej zmiany zadań, jakie stawiano przed nową konstrukcją, w istocie rzeczy, misje pilotów 724. Grupy Powietrznej, którzy mieli zasiąść za sterami J9Y, miały być lotami w „jedną stronę”. Prace nad samolotem otrzymały najwyższy priorytet.

### Projekt
Pomimo zaangażowania większości sił i środków w projekt J9Y, 12 stycznia 1945 r. wytwórnia Nakajima z własnej inicjatywy rozpoczęła prace nad samolotem myśliwskim opartym na konstrukcji J9Y. Całością prac kierował inżynier Iwao Shibuya. Planowano, że rozwój samolotu J9Y posłuży w przyszłości do szybkiego opracowania docelowej wersji Ki-201, ponieważ tak oznaczono nową maszynę.
Na wstępnym etapie projektu, zakładano, że Ki-201 będzie napędzany pomniejszoną wersją niemieckiego silnika BMW 003, silnikiem Nakajima Ne-230. Niestety wolny postęp prac nad nową jednostką napędową zaowocował zmianą silnika na Ishikawajima-Shibaura Ne-130. Nakajima próbował zainteresować własną konstrukcją lotnictwo Cesarskiej Armii Japońskiej. Jednak armia lądowa była zaangażowana w owym okresie w projekt Mitsubishi J8M oraz Mitsubishi Ki-202 i kolejny odrzutowy myśliwiec nie znalazł uznania w jej oczach. Prace nad Ki-201 posuwały się bardzo powoli i do zakończenia wojny nie wyszły poza stadium rysunków technicznych. Ukończenie prototypu samolotu planowano na grudzień 1945 r., a budowę pierwszych osiemnastu seryjnych maszyn w marcu 1946 roku.

## Konstrukcja
Nakajima Ki-201 miał być jednomiejscowym, wolnonośnym dolnopłatem napędzanym dwoma silnikami odrzutowymi, umieszczonymi w podskrzydłowych gondolach. Wolnonośne usterzenie ze sterem poziomym umieszczonym w 1/3 wysokości usterzenie pionowego, kadłub o konstrukcji półskorupowej. Trójpodporowe chowane podwozie z przednim podparciem. Przedni goleń chowany do wnęki w kadłubie, główne do wnęk w skrzydłach. Samolot miał być uzbrojony w dwa 30 mm działka Ho-155 oraz również dwa, 20 mm działka Ho-5. Uzbrojenie strzeleckie umieszczone było w dziobie samolotu. Poza wersją przechwytującą planowano również budowę wersji dwumiejscowej, myśliwca nocnego, wyposażonej w radar TaKi-15. Tak wyposażona maszyna miała współpracować z naziemnymi radiolokatorami TaChi-13.